# Bá Phức
Thân Bá Phức (1822 - 1898) hay còn gọi là Bá Phức là thủ lĩnh tối cao của phong trào Cần Vương và cuộc Khởi nghĩa Yên Thế.

## Tiểu sử

### Thân thế
Ông sinh trưởng trong một gia đình danh gia vọng tộc tại thôn Làng Trũng, xã Ngọc Nham, tổng Ngọc Cục, huyện Yên Dũng, tỉnh Bắc Ninh. Ông nội ông là Thân Bá Chỉnh và cha là Thân Bá Nghị đều làm Cai tổng Ngọc Cục. Đề Thám hồi bé có cùng họ hàng lưu lạc đến Vân Cầu, được cha ông đón về làm đầy tớ trong nhà. Phức liền nhận làm con nuôi, dựng vợ rồi dẫn dắt làm nhiều việc nghĩa.

### Giai đoạn đầu
Trong hai cuộc khởi nghĩa của Quận Tường và Đại Trận, cả gia tộc ông đều không liên can. Nhưng ông luôn đi đầu trong việc huy động dân chúng đào hào, đắp lũy, dựng làng chiến đấu, mang dân binh về hỗ trợ quân triều đình trong những cuộc cướp bóc, tàn sát dân làng, triệt hạ xóm làng của đám Thanh phỉ hoặc khi Pháp gây sự ở Bắc Kỳ năm 1873 và 1882.
Năm 1884, một toán cướp do Lãnh Tư cầm đầu, đến cướp phá làng Nhã Nam. Bá Phức cùng thủ hạ nhanh chóng giải vây, đánh đuổi bọn cướp.

### Tham gia khởi nghĩa Cai Kinh
Sau tháng 4 - 1882, ông cùng con nuôi Gia Thiêm (tức Hoàng Hoa Thám), Thân Bá Gạo (em họ), Thân Đức Luận (cháu họ) và các chiến hữu như Nguyễn Văn An, Hoàng Đình Bảo (Đốc Thụ), Hoàng Bá San (tức Vân Sơn, cha Hoàng Điển Ân), Dương Đình Sử (Đề Sử, cha Cả Dinh),... kéo lên lỵ sở Tân Sỏi, tổng Hữu Thượng nơi Cai Kinh giữ chức Tri huyện Hữu Lũng, là người rắp tâm đánh Pháp. Cai Kinh quyết định mang tất cả binh tướng kéo về quê nhà thuộc tổng Vân Nam, chọn dãy Đồng Nai (nay là núi Cai Kinh) làm căn cứ địa.
Nghĩa quân hoạt động mạnh, từng nhiều lần đón đánh địch ở ngay trước đồn của huyện [...]; ngăn chặn các nơi hiểm yếu và án ngữ không cho giặc mở rộng chiếm đóng. Nhưng khó khăn của nghĩa quân không phải ít, nhất là vấn đề lương thực. Trong thời gian này, ông không chỉ xây dựng căn cứ địa ở Yên Thế mà còn đóng góp nhiều tâm lực xây thành Cai Kinh, khu căn cứ Đằng Yên và Đồng Câu, trực tiếp sát cánh với Cai Kinh ở Hữu Lũng.
Chiếm được Bắc Ninh, thực dân Pháp muốn chiếm luôn Lạng Sơn nhưng còn e ngại vì sợ quân chính quy Mãn Thanh. Sau khi Pháp kí Quy ước Thiên Tân với triều đình nhà Thanh; trong đó có cam kết sẽ rút toàn bộ quân chính quy khỏi Bắc Kỳ, Đại tá Dugènne chỉ huy một lực lượng gồm nhiều sĩ quan, 1060 binh sĩ, 1000 dân phu, 200 la và ngựa, 20 xe quân nhu tập kết tại Phủ Lạng Thương. Ngoài ra còn Tri phủ Lạng Giang vài thông ngôn người Tàu. Ngày 13/6/1884, quân Pháp rút khỏi Phủ Lạng Thương và từ ngày 16/6, giặc vừa thoát phải mưa bão, lại vấp phải hầm chông, các trận phục kích của nghĩa quân. Trận này khiến 3 lính Lê dương đào ngũ, hàng trăm dân phu bỏ trốn. Trận Bắc Lệ ngày 23/6, nghĩa quân dưới sự chỉ huy của Cai Kinh đã diệt 500 tên Pháp. Hôm sau giặc lại bị giết 40 tên; số dân phu mất đi 481.
Hay tin thất trận ở Bắc Lệ, Thiếu tướng Négrière vội đem quân từ Phủ Lạng Thương đến ứng cứu. Nhưng quân ta bắt được 1 quan tư, 2 quan hai, 200 lính và 100 tà mã. Đây là trận cầu Quan Âm nổi tiếng.

### Quân thứ Song Yên
Sau sự kiện nổi dậy ở kinh thành Huế và việc vua Hàm Nghi ra chiếu Cần Vương, Thân Bá Phức cùng các thủ túc rời hẳn Hữu Lũng, trở lại quê hương mở rộng căn cứ Yên Thế đến tận Yên Dũng lập ra Quân thứ Song Yên tiếp tục sự nghiệp phò vua cứu nước.